# Wa jezici
Wa jezici (privatni kod: waaa), podskupina od (2) wajska jezike iz Burme i Kine kojima govore preko 1.000.000 ljudi. Njihova 2 predstavnika su: 
- Parauk [prk], 922.000 u Bumi (2008), 266.000 u Kini (2000 popis).[1]
- Vo Wa ili awa, k’awa, kawa, va, vo, wa proper, wa pwi, wakut [wbm], 40.000 (2000).

## Vanjske poveznice
- Ethnologue (14th)
- Ethnologue (15th)